# Silsden
Silsden è un paese della contea del West Yorkshire, in Inghilterra.